# Reichersdorf (Irschenberg)
Reichersdorf ist ein Gemeindeteil der oberbayerischen Gemeinde Irschenberg und eine Gemarkung im Landkreis Miesbach.

## Geografie
Das Kirchdorf Reichersdorf liegt südlich des Veigelbergs auf 682 m ü. NHN zwischen Leitzachtal und Mangfalltal. Die Kreisstadt Miesbach im Süden und der Hauptort der Gemeinde im Osten liegen jeweils rund sechs Kilometer entfernt. Am nordöstlichen Ortsrand entspringt der den Seehamer See speisende Seebach.
Die Gemarkung Reichersdorf besteht aus zwei Gemarkungsteilen. Der Gemarkungsteil 0 liegt in der Gemeinde Irschenberg und auf ihm die Gemeindeteile Auerschmied, Bäck, Berger, Biberg, Brandlberg, Brandstatt, Fuß, Gehrer, Giglberg, Grainholzer, Graßau, Heimatsreut, Heimberg, Hinterholz, Hinteröd, Hofer, Huber, Karlinger, Kasthub, Katzenberg, Kogel, Marksteiner, Moos, Pfisterer, Ponlehen, Ponleiten, Reichersdorf, Riedgasteig, Schwibich, Seeried, Wienbauer und Willenberg. Der Gemarkungsteil 1 liegt in der Gemeinde Weyarn und auf ihm der Gemeindeteil Neukirchen.

## Geschichte
Zum 1. Juli 1972 wurde im Zuge der Gebietsreform in Bayern die Gemeinde Reichersdorf vollständig nach Irschenberg eingemeindet. Ihre Fläche betrug etwa 1212 Hektar und es gab 33 Gemeindeteile (Auerschmied, Bäck, Berger, Biberg, Brandlberg, Brandstatt, Fuß, Gehrer, Giglberg, Grainholzer, Graßau, Heimatsreut, Heimberg, Hinterholz, Hinteröd, Hofer, Huber, Karlinger, Kasthub, Katzenberg, Kogel, Marksteiner, Moos, Neukirchen, Pfisterer, Ponlehen, Ponleiten, Reichersdorf, Riedgasteig, Schwibich, Seeried, Wienbauer und Willenberg).